# Critique de l'islam
Pour un article plus général, voir critique de la religion.
 (février 2021).
La critique de l'islam est une approche de l'islam animée par l'esprit critique s'intégrant dans le cadre de la critique de la religion. En effet, l'islam est souvent soumis à la critique de la raison et de la méthode scientifique. Cette approche critique prend origine alors de différentes disciplines d'ordre scientifique, théologique, historiographique, éthique, politique, qui analysent ses contenus d'un point de vue neutre et objectif. En ce sens, les résultats d'une analyse critique sont en principe exempts de jugements de valeur.
La critique d'une religion peut aussi être d'ordre social, en ce sens qu'elle provient de la société, que celle-ci soit musulmane ou non. Cette critique peut être menée sous un angle séculier (ce qui ne se limite pas à l'athéisme), sous l'angle d'une autre religion, doctrine, ou confession qui relève de la même religion. La critique peut être active et prendre la forme d'une protestation individuelle ou collective contre tel ou tel aspect de la religion. Elle peut aussi utiliser l'humour.
Les réactions des musulmans aux critiques de l'islam sont également variées, allant de l'approbation plus ou moins marquée au rejet ou à l'hostilité ouverte, voire au passage à l'acte violent. Ces réactions sont liées à des raisons intellectuelles, affectives, sociales, politiques qui font que l'on approuve ou que l'on rejette la critique, qu'elle soit de type intellectuel (le contenu du Coran, par exemple) ou social (le jugement de tel ou tel comportement social, par exemple le port du voile).

## Différentes perceptions de l'islam

### Monde médiéval de culture musulmane
(juillet 2014).
L'islam en tant que croyance religieuse partage bien des caractéristiques avec les autres religions et philosophies religieuses. Les croyances, mythologies, religions polythéistes et monothéistes ont toujours eu leurs détracteurs ou critiques et cela dès l'Antiquité.
Comme leurs homologues monothéistes, les critiques médiévaux musulmans ont longuement réfléchi et travaillé à réconcilier raison, découvertes et tradition islamique. Pendant les premières années du règne califal, la loi islamique (dénommée Charia) a permis aux citoyens d'exprimer librement leurs opinions, leurs critiques et leurs mécontentements contre l'islam ou l'autorité religieuse active, dans la mesure où certains considèrent que l'autorité religieuse se différencie clairement du vrai contenu de l'islam. Malgré l'assassinat de deux des plus grands libres-penseurs dans le monde musulman, Mansur al-Hallaj et Sohrawardi qui n'est pas non plus à éloigner des relations conflictuelles avec les savants littéralistes logiquement plus rigoureux de leur temps, il y a eu de nombreux cas de grands penseurs ou d'hommes renommés en toutes sciences qui sans la moindre oppression ni violence ont émis des critiques virulentes contre l'islam, le Coran et le dogme en particulier,.
De nombreux penseurs (philosophes, mathématiciens, astronomes...) arabes ou persans ont exprimé des critiques plus ou moins vives à l'encontre de leur religion et de ses rites. On citera ici à titre d'exemple :
- Le poète Aboû Nouwâs (747-815)[5]
  - « J'ai quitté les filles pour les garçons et pour le vin vieux, j'ai laissé l'eau claire. »
  - « Loin du droit chemin, j’ai pris sans façon / celui du péché, car je le préfère. »
  - « Je désire un éphèbe [dont il soit] licite [de jouir] (ġulāman ḥalālan) »[6]
- Le physicien Abu Bakr Mohammad Ibn Zakariya al-Razi (865-925)
  - « Si l'on demande aux gens de cette religion la preuve du bien-fondé de leur religion, ils s'enflamment, se mettent en colère et font couler le sang de quiconque les confronte à cette question. Ils interdisent la spéculation rationnelle et s'efforcent de tuer leurs adversaires, ceux qui se posent des questions les confrontent. Voila pourquoi la vérité a été tue et dissimulée. »[7]
  - « Vous annoncez que le plus pertinent des miracles est là sous nos yeux, à savoir le Coran. Vous dites : 'Quiconque nie ce livre, qu'il en produise un semblable'. En fait, nous en produirons mille semblables, tirés des œuvres de rhéteur, d'orateurs éloquents et de poètes valeureux, qui sont formulé de manière plus appropriée et exposent les choses de manière plus succincte. Ils transmettent mieux le sens et leur prose rimée est offre un meilleur mètre. (…) Par Dieu, ce que vous dites nous étonne ! Vous parlez d'un ouvrage qui raconte des mythes anciens et qui, en même temps, est plein de contradictions et ne contient aucune information ou explication utile. Puis vous dites : 'Produisez-en un tel pareil' ? "Produisez quelque chose comme ça". »[8]
- Le poète Abu-l-Ala al-Maari (973-1057)[9]
  - « Le Coran, la Torah, les Évangiles... à chaque génération ses mensonges »
  - « Réveillez-vous, réveillez-vous, ô égarés ! Vos religions [Coran, Torah, Évangile] sont subterfuges des Anciens. »
  - « Ils récitent leurs livres sacrés, bien que les preuves accablantes m'ont prouvé que cela n'était que de la fantaisie du premier au dernier (verset/livre). Ô Raison, toi seule parle le langage de la vérité. Puissent périr les idiots qui ont écrit les livres de même que ceux qui les ont interprétés. »[10]
- Le mathématicien, astronome et poète Omar Khayyam (1038-1124)
  - « Referme ton Coran. Pense et regarde librement le ciel et la terre »[11],[12]

### Monde médiéval de culture judéo-chrétienne
Les premières critiques contre l'islam sont le fait de païens arabes et de Juifs habitant le sud de l'Arabie, en particulier les tribus juives de Médine qui accusaient Mahomet d'avoir mal cité leurs propres textes sacrés. À cela, les musulmans répondent que le Coran, en tant que révélation divine, corrige les textes juifs et chrétiens, et que toute différence entre les deux doit donc être comprise comme la preuve d'une altération des textes antérieurs[réf. nécessaire].
Les plus anciennes analyses connues à ce jour provenant de textes non islamiques se trouvent dans les écrits des religions monothéistes du Moyen Âge, tels ceux de Jean Damascène, ou venant de chrétiens originaires de régions comme la Syrie qui tombèrent sous la domination des premiers califes. La principale critique écrite vient de Jean Damascène : La source de la connaissance contient trois parties, dont la seconde, « Des Hérésies (De Haeresibus) »), traite de l'islam dans le chapitre 101, « Hérésie des Ismaélites ». Le Coran et le Hadith étaient suffisamment familiers à Jean Damascène pour qu'il les cite en arabe.
En Europe occidentale, une traduction en latin du Coran, la Lex Mahumet pseudoprophete (« Loi du pseudo-prophète Mahomet ») a été réalisée en 1142 par commande de Pierre le Vénérable, abbé de Cluny, qui rédigera ensuite des traités pour réfuter les doctrines musulmanes.

### Du «Grand Siècle» au monde moderne

#### Des jugements de valeur négatifs sur l'islam en France par différents auteurs
- Michel de Montaigne (1533-1592)

« Quand Mahomet promet aux siens un paradis tapissé, paré d'or et de pierreries, peuplé de garces d'excellente beauté, de vins et de vivres singuliers; leur sens et entendement sont entièrement étouffés en leur passion »
- Blaise Pascal (1623-1662 scientifique et philosophe français) dans les Pensées :

« La religion Mahométane a pour fondement l’Alcoran et Mahomet. Mais ce Prophète qui devait être la dernière attente du monde a-t-il été prédit ? Et quelle marque a-t-il que n’ait aussi tout homme qui se voudra dire Prophète ? Quels miracles dit-il lui-même avoir faits ? Quel mystère a-t-il enseigné selon sa tradition même ? Quelle morale, et quelle félicité ? »
- Bossuet (1627-1704), écrivain, précepteur de Louis XIV, évêque de Meaux dans le Panégyrique de Saint Pierre Nolasque (1665) :

« [...] cette religion monstrueuse, qui se dément elle-même, a pour toute raison son ignorance, pour toute persuasion sa violence et sa tyrannie, pour tout miracle ses armes, armes redoutables et victorieuses, qui font trembler tout le monde, et rétablissent par force l'empire de Satan dans tout l'univers. »
- Montesquieu ; ~1689-1755, philosophe et écrivain français :

« C’est un malheur pour la nature humaine, lorsque la religion est donnée par un conquérant. La religion mahométane, qui ne parle que de glaive, agit encore sur les hommes avec cet esprit destructeur qui l’a fondée. » (De l’Esprit des lois, livre XXIV, chapitre 4). « La religion des Guèbres rendit autrefois le royaume de Perse florissant ; elle corrigea les mauvais effets du despotisme : la religion mahométane détruit aujourd’hui ce même empire. »
- Voltaire, 1694-1778, écrivain et philosophe français : Le personnage de Mahomet a fortement intéressé Voltaire qui lui a consacré une pièce de théâtre Le Fanatisme ou Mahomet et suggéré de nombreux commentaires.

Voltaire considère Mahomet comme un imposteur, un faux prophète, un fanatique et un hypocrite dans son œuvre Le Fanatisme, qui ne vise pas uniquement le fanatisme musulman mais aussi, indirectement, le fanatisme chrétien de son époque. Il développa de féroces commentaires dans le Dictionnaire philosophique. Dans son Essai sur les Mœurs, il évoquera toutefois le grand homme qui a changé la face d’une partie du monde,,.
- Nicolas de Condorcet (1743-1794) :

« La religion de Mahomet, la plus simple dans ses dogmes, la moins absurde dans ses pratiques, la plus tolérante dans ses principes, semble condamner à un esclavage éternel, à une incurable stupidité, toute cette vaste portion de la Terre où elle a étendu son empire ».
- Chateaubriand (1768-1848, écrivain et homme politique français) :

« Je dois remarquer que j’ai été le seul, avec Benjamin Constant, à signaler l’imprévoyance des gouvernements chrétiens : un peuple dont l’ordre social est fondé sur l’esclavage et la polygamie est un peuple qu’il faut renvoyer aux steppes des Mongols. » (Mémoires, XXIX, 12). « Tous les éléments de la morale et de la société politique sont au fond du christianisme, tous les germes de la destruction sociale sont dans la religion de Mahomet. » (Mémoires d’Outre-tombe, 1828).
- Alfred de Vigny (1797-1863, écrivain français) :

« Croyez en Dieu et en son prophète qui ne sait ni lire ni écrire (dans le Coran). » (Journal d’un poète, été-automne 1829). « Si l’on préfère la vie à la mort on doit préférer la civilisation à la barbarie. L’islamisme est le culte le plus immobile et le plus obstiné, il faut bien que les peuples qui le professent périssent s’ils ne changent de culte. » (Journal d’un poète, année 1831).
- Alexis de Tocqueville (1805-1859)

« Mahomet a fait descendre du ciel, et a placé dans le Coran, non seulement des doctrines religieuses, mais des maximes politiques, des lois civiles et criminelles (i.e. traitant du domaine pénal), des théories scientifiques. L'Évangile ne parle, au contraire, que des rapports généraux des hommes avec Dieu et entre eux. Hors de là, il n'enseigne rien et n'oblige à rien croire. Cela seul, entre mille autres raisons, suffit pour montrer que la première de ces deux religions ne saurait dominer longtemps dans des temps de Lumières et de démocratie, tandis que la seconde est destinée à régner dans ces siècles comme dans tous les autres ».
« J'ai beaucoup étudié le Coran à cause surtout de notre position vis-à-vis des populations musulmanes en Algérie et dans tout l'Orient. Je vous avoue que je suis sorti de cette étude avec la conviction qu'il y avait eu dans le monde, à tout prendre, peu de religions aussi funestes aux hommes que celle de Mahomet. Elle est, à mon sens, la principale cause de la décadence aujourd'hui si visible du monde musulman et quoique moins absurde que le polythéisme antique, ses tendances sociales et politiques étant, à mon avis, infiniment plus à redouter, je la regarde relativement au paganisme lui-même comme une décadence plutôt que comme un progrès ».
Plus largement sur la société arabo-musulmane, en commentant leur architecture :
« L’architecture peint les besoins et les mœurs : celle-ci ne résulte seulement pas de la chaleur du climat, elle peint à merveille l’état social et politique des populations musulmanes et orientales, la polygamie, la séquestration des femmes, l’absence de toute vie publique, un gouvernement tyrannique et ombrageux qui force de cacher sa vie et rejette toutes les affections du cœur du côté de l’intérieur de la famille ». Tocqueville considérait les Kabyles comme plus accessibles à la civilisation que les Arabes, mais sans impliquer de hiérarchie raciale.
- Guy de Maupassant (1850-1893) au sujet du ramadan[23]- :

« Les hommes, les femmes, les garçons à partir de quinze ans, les filles dès qu'elles sont nubiles, c’est-à-dire entre onze et treize ans environ, demeurent le jour entier sans manger ni boire. Ne pas manger n'est rien ; mais s'abstenir de boire est horrible par ces effrayantes chaleurs. Dans ce carême, il n'est point de dispense. Personne, d'ailleurs, n'oserait en demander ; et les filles publiques elles-mêmes, les Oulad-Naïl, qui fourmillent dans tous les centres arabes et dans les grandes oasis, jeûnent comme les marabouts, peut-être plus que les marabouts. Et ceux-là des Arabes qu'on croyait civilisés, qui se montrent en temps ordinaire disposés à accepter nos mœurs, à partager nos idées, à seconder notre action, redeviennent tout à coup, dès que le ramadan commence, sauvagement fanatiques et stupidement fervents.
Il est facile de comprendre quelle furieuse exaltation résulte, pour ces cerveaux bornés et obstinés, de cette dure pratique religieuse. Tout le jour, ces malheureux méditent, l'estomac tiraillé, regardant passer les roumis conquérants, qui mangent, boivent et fument devant eux. Et ils se répètent que, s'ils tuent un de ces roumis pendant le ramadan, ils vont droit au ciel, que l'époque de notre domination touche à sa fin, car leurs marabouts leur promettent sans cesse qu'ils vont nous jeter tous à la mer à coups de matraque. »
- Gustave Flaubert (1821-1880, écrivain français) :

« Sans doute par l’effet de mon vieux sang normand, depuis la guerre d’Orient, je suis indigné contre l’Angleterre, indigné à en devenir Prussien ! Car enfin, que veut-elle ? Qui l’attaque ? Cette prétention de défendre l’Islamisme (qui est en soi une monstruosité) m’exaspère. Je demande, au nom de l’humanité, à ce qu’on broie la Pierre-Noire, pour en jeter les cendres au vent, à ce qu’on détruise La Mecque, et que l’on souille la tombe de Mahomet. Ce serait le moyen de démoraliser le Fanatisme. » (Lettre à Mme Roger des Genettes / 12 ou 19 janvier 1878).
- Ernest Renan (1823-1892) :

« L'islam est contraire à l'esprit scientifique, hostile au progrès ; il a fait des pays qu'il a conquis un champ fermé à la culture rationnelle de l'esprit [...] c'est la chaîne la plus lourde que l’humanité ait jamais portée ».

En Allemagne, on peut citer :
- Schopenhauer (1788-1860 philosophe allemand) :

« Le Coran, ce méchant livre, a suffi pour fonder une grande religion, satisfaire pendant 1 200 ans le besoin métaphysique de plusieurs millions d’hommes ; il a donné un fondement à leur morale, leur a inspiré un singulier mépris de la mort et un enthousiasme capable d’affronter des guerres sanglantes, et d’entreprendre les plus vastes conquêtes. Or nous y trouvons la plus triste et la plus pauvre forme du théisme. Peut-être le sens nous en échappe-t-il dans les traductions. Cependant je n’ai pu y découvrir une seule idée un peu profonde. » (Le Monde comme Vouloir et comme Représentation, 1844, Suppléments, XVII).
En Grande-Bretagne :
- Winston Churchill :

« Les musulmans peuvent montrer de splendides qualités, mais l’influence de cette religion paralyse le développement social de ses fidèles. » (The River War: An Historical Account Of The Reconquest Of The Soudan, Winston Churchill, éd. Longmans, Green & Co, 1899, p. 248-250).

#### L'orientalisme ou un nouveau regard sur l'Orient
L'ouvrage Les Mille et Une Nuits est une compilation mise par écrit au Xe siècle et redécouverte en Occident au XVIIe siècle.
Un orientalisme humaniste et classique se développe à la fin du Moyen Âge et au début de la Renaissance, lorsque les explorations commencent (par exemple Marco Polo). Il se poursuit au XVIIIe siècle baroque puis rococo. Ce goût oriental hérite aussi du contact de l'époque des Croisades avec le monde islamique. L'« orientalisme », terme répandu à partir de 1830, ne désigne pas un style mais plutôt un mouvement dans la littérature et la peinture française aux XVIIIe et XIXe siècles. Il marque l'intérêt de cette époque pour les cultures d'Afrique du Nord, turque et arabe, et l'Empire ottoman.
Pierre Loti en 1879, auteur d'Aziyadé, témoigne de sa passion et d'une belle histoire d'amour. Avec ce livre, il retourne l’opinion occidentale en faveur des Turcs.
En 1829, Victor Hugo 1829 écrit Les Orientales. Ce recueil de poèmes offre des tableaux pittoresques de l’Orient méditerranéen où voisinent les accents guerriers, épiques, érotiques et même intimistes. Il n'en dénonce pas moins les exactions ottomanes en Grèce.

#### Critiques duXXesiècle
« C'est ce qui permit à une minorité conquérante, politiquement et socialement dominante, de populations surtout chrétiennes, païennes et zoroastriennes, de consolider l'Islam et de soumettre rapidement les mondes sémitiques et iranien. » — (P.J. Vatikiotis (en), L'Islam et l'État, 1987, traduction de Odette Guitard, 1992).
La conception de l'islam démarrant d'une hérésie anti-trinitaire se retrouve dans l'analyse historique de John Wansbrough et Gerald Hawting. Une série de réflexions entre chrétiens et musulmans est discutée avec l'idée, rejetée par les musulmans, que Mahomet fut influencé par un moine nestorien, Bahira. Selon cette théorie, l'islam est né d’une mutation dans ce qui était à l’origine une secte judéo-chrétienne qui essayait de se répandre dans les territoires arabes. La parole de Mahomet n'est donc pas une révélation divine, le Coran n'est qu'une retranscription dans la langue arabe de certaines paroles de Jésus, d'usages et de rites plus anciens.
Dans De la dignité de l'islam. Examen et réfutation de quelques thèses de la nouvelle islamophobie chrétienne (v. Bibliographie), Michel Orcel étudie quelques aspects de la critique spécifiquement chrétienne de l'islam aux XXe et XXIe siècles, laquelle s'inspire pour partie du « révisionnisme » européen et anglo-saxon.
Claude Lévi-Strauss dans Tristes Tropiques, publié en 1955, considère l'islam comme rigide et intolérant.

#### Critiques duXXIesiècle
De nos jours, les orientalistes européens et américains examinent l'islam d'un point de vue universel et spirituel. La fin du XXe siècle a vu une résurgence de l'influence mondiale de l'islam, et l'aggravation de la confrontation politique et armée entre une partie du monde musulman et l'Occident a ramené sur le devant de la scène les discours sur le « choc des civilisations », entraînant une augmentation significative des critiques de l'islam, surtout dans les médias non-musulmans et au sein de la société occidentale, dont les normes sont plus libérales que celles en vigueur dans la plupart des États de tradition musulmane.

## Historiographie de l'islam et du Coran
Les recherches récentes montrent que le Coran n'est pas la transcription directe de la parole de Mahomet ; avant d'arriver à sa forme actuelle canonique, il est passé par plusieurs phases d'écriture et de réécriture,.

### Histoire de son élaboration
Il n'existe pas de Coran « original » remontant à l'époque de Mahomet. Certains chercheurs essaient de cerner les conditions de formation et la période de la rédaction du texte ou des textes : pendant ou après la vie de Mahomet, voire — pour certains extraits — avant, ainsi que le suggère Christoph Luxenberg dans l'un de ses ouvrages.
Le Coran inclut des parties récitées, selon la tradition, par Mahomet rejoignant des passages de la Bible hébraïque, du Talmud, du Nouveau Testament que le Coran cite explicitement comme des livres révélés, tout en affirmant qu'ils contiennent des erreurs,, ; et le Coran présente certaines ressemblances notables avec d'autres sources plus légendaires telle que les Sept Dormants d'Éphèse ou le Roman d'Alexandre,. Ainsi, de nombreux commentateurs du Coran ont voulu reconnaître en Dhû-l-Qarnayn de la sourate 18, Alexandre le Grand ou Cyrus le Grand ; d'autres personnages historiques ont été repris par les savants musulmans dans le cadre d'une exégèse du Coran,. Le Coran reprend de nombreux récits des apocryphes chrétiens concernant la vie de Marie et l’enfance de Jésus.
Concernant la composition du Coran par Mahomet, Maxime Rodinson écrit : « [...] comme (Mahomet) était doué d'une personnalité singulièrement plus riche et plus puissante que celle des Kâhin ordinaires, cette insatisfaction le poussait aussi à réfléchir. Toute une élaboration intellectuelle se déroulait parallèlement aux répercussions de son tempérament inné de son histoire personnelle sur le plan nerveux. Et cette élaboration intellectuelle était d'une rare qualité... Petit à petit, son esprit s'avançait sur une voie qui devait le mener à dépasser l'horizon de son pays et de son temps. » Après une longue comparaison, sur une quarantaine de pages, de Mahomet avec certains mystiques comme Thérèse d'Ávila et appuyé l'idée que Mahomet croyait sincèrement à la Voix qui lui dictait des choses, Rodinson conclut : « Mohammed dut aussi éliminer, trier, inconsciemment sans doute, et ne retenir que ce qui édifiait, exhortait, consolait. Ses plus beaux poèmes n'ont sans doute jamais été écrits. Il attendait de Dieu des messages dans un sens donné et son attente modelait le verbe qui cherchait, en vain, à se montrer plus fort que lui. Au-delà des glossalistes chrétiens, il découvrait la démarche des grands prophètes d'Israël ».

### De sa compilation à sa canonisation

#### Chercheurs contemporains
Le philologue et islamologue Manfred Kropp explique que la langue du Coran aurait été retravaillée par des grammairiens en un texte en arabe populaire qui déjà avait de nombreux emprunts au syriaque. Selon les traducteurs Maurice Gloton et Mahmoud Azab, le Coran comporte certaines irrégularités grammaticales par rapport à la grammaire simplifiée de l'arabe moderne, qui seraient des artéfacts de l'ancienne grammaire arabe de l'époque de Mahomet.
L'opinion la plus partagée dans le monde des chercheurs est que « l'initiative de constitution d'un codex coranique officiel, commencée apparemment sous le califat de Uthman semble avoir trouvé son achèvement sous le règne d'Abd al-Malik (685-705) ou un peu plus tard ». L'absence d'uniformité de lecture due à l'absence de voyelles [réf. nécessaire], créant des variations grammaticales et sémantiques, engendre différentes traditions locales de lectures (qira'at) dont quatorze [réf. nécessaire] seront autorisées à partir du Xe siècle. Les lectures non autorisées demeureront cependant débattues par les savants musulmans. Une lecture dite de Hafs ou Coufique sera imposée à tout l'Empire ottoman au XVIe siècle et reste la plus répandue de nos jours. Quelques lectures ont subsisté à la périphérie de l'empire dont la version dite de Warsh ou Médinoise, la seule encore imprimée, en Afrique de l'Ouest et du Nord-Ouest. Comme le souligne Manfred Kropp, actuellement, une collection de lectures (mu'jam al qira'ât) est répertoriée comme des variantes par rapport à la lecture hafs, tandis que point de vue scriptural, le rasm de toutes ces variantes (sans les voyelles et les hurûf al 'illah) reste uniforme et similaire aux quelque trente-mille fragments de textes coraniques remontant au Ier siècle hégirien.

#### La tradition musulmane
Selon la tradition musulmane, Mahomet récitera le Coran en entier par cœur à chaque ramadan en présence de Gabriel, et plusieurs compilations intégrales du Coran seront faites par des disciples de Mahomet à titre personnel du vivant de Mahomet,. Après Mahomet, ce sera Abu Bakr qui fera rédiger une compilation intégrale officielle à Zayd ibn Thâbit, qui sera conservée chez lui, mais ni diffusée ni multipliée. D'après certaines traditions musulmanes, le calife Uthman réunira une seconde fois tous les chapitres du Coran en une édition définitive et détruira toutes les autres variantes du Coran, dont certaines variantes figureront dans les livres d'exégèses et de hadith, selon les règles de la transmission des hadiths,,.
La tradition situe la mise en forme orthographique du Coran (avec les voyelles, la ponctuation et l'usage systématique des points diacritiques) sous le règne de Abd al-Malik (685-705), ou un peu plus tard,.
La tradition rapporte une destruction massive de manuscrits de corans, afin d'homogénéiser les manuscrits sous le califat d'Uthman ibn Affan, et la destruction de la variante d'ibn Mas'ud jusqu'en 1007 à Bagdad. Bukhari rapporte les réticences d'Abdullah ibn Mas'ud sur le canon d'Uthman et ses encouragements aux Irakiens à utiliser sa propre compilation plutôt que le canon d'Uthman composée par Zayd ibn Thâbit,, et les plus anciens manuscrits disponibles du Coran remontent à la seconde moitié du premier siècle hégirien d'après les techniques de datation modernes,,.
Du côté chiite duodécimain, le livre de Mohammad ibn Yaqub Kolayni (? - 940) intitulé Usûl al-Kâfî, est le premier livre chiite connu à affirmer que le Coran possédait certains passages évoquant l'imamat de Ali et qu'il a été falsifié. Une affirmation désormais généralement abandonnée par ceux-ci (à l'exception de rares réticences) dans le désir de se conformer à la version orthodoxe.

### Syntaxe et grammaire du Coran
Au Moyen Âge, Ibn Khaldun a écrit longuement sur les péripéties de la grammaire, du lexique et de la syntaxe arabes, et de l'i'rab dans son Muqaddima et décrit comment l'histoire a conduit la langue arabe à la simplification depuis ses origines.
Le grammairien spécialiste d'arabe ancien, Muhyiddin al-Darwish, a consacré un ouvrage volumineux à une analyse grammaticale détaillée de l'intégralité du Coran, et expliqué dans un langage fort technique le fonctionnement de la grammaire de l'époque de façon systématique verset par verset. Il a également disséqué les usages grammaticaux de l'époque pour tous les points qui semblent être autant d'erreurs grammaticales au regard de l'arabe simplifié, destiné à être enseigné aux non-arabes, à partir du premier siècle hégirien,.
D'après l'ouvrage confessionnel sunnite Encyclopaedia of Islam, les traits diacritiques auraient déjà été inventés au temps du Calife Ali ibn Abi Talib, qui a demandé à Abu al-Aswad d'écrire un ouvrage sur la grammaire. Celui-ci aurait inventé les voyelles, encore inexistantes dans l'écriture arabe auparavant. Ces voyelles consistant en des traits diacritiques auraient été appliquées dans les manuscrits du Coran de façon systématisée plus tardivement. Les points diacritiques permettant de différencier certaines consonnes existaient quant à eux, mais étaient utilisés exceptionnellement jusqu'alors, pour des mots prêtant à des ambiguïtés fortes, comme en témoignent les papyrus PERF 558 (22H/642), le papyrus bilingue P. Mich. 6714 (daté à 22-54H/642-674). Les différences de graphismes entre le Coran rédigé en Warch et celui rédigé en Hafs, témoignent de ce que la finalisation orthographique des versets s'est faite postérieurement à Mahomet. Certains graphismes liés à des flexions casuelles ou encore à la ponctuation ont également été rajoutés sur le texte primitif, une fois inventés, pour permettre aux non initiés la bonne prononciation des versets.

### Origines de l'islam et du Coran
Hormis la critique traditionnelle ou exégèse canonique, la critique radicale sur les origines de l'islam et la généalogie du Coran commence à la fin du XIXe siècle mais elle sort du cercle des érudits avec la parution en 1977 des travaux de John Wansbrough sous le titre de Quranic studies et The Sectarian Milieu ; selon sa théorie, qu'on qualifiera plus tard d'« école déconstructiviste » ou « hypercritique », le Coran est la compilation d'une suite de logia. Cette approche est, mutatis mutandis, celle de Youssef Seddik, dont l'axe de critique porte sur les éléments suivants :
- Les hadiths[76] des recueils de traditionnistes les plus réputés et les plus écoutés (le Sahîh de Bukhari et celui de Muslim, ainsi que d'autres). Y. Seddik remarque que les circonstances de la Révélation ou de la compilation se contredisent. Il en conclut à une reconstruction du Coran lors de la compilation d'Uthman, en soulignant la disparition du Coran de Hafça, transcrit sur des feuilles, qui fut brûlé dès la mort de cette épouse de Mahomet ;
- Y. Seddik souligne aussi des emprunts de motifs de récits à des ouvrages en vogue à l'époque comme le Roman d'Alexandre du Pseudo-Callisthène, par exemple dans la sourate 18, v. 60-61, où Moïse, accompagné d'un jeune serviteur revient sur ses pas rechercher le poisson prévu pour le déjeuner et qui est ressuscité puis reparti vers l'eau.

Avec l'affinement des études et des réflexions, l'école philologique élabore diverses théories avec des chercheurs comme Gerd-Rüdiger Puin, Manfred Kropp qui travailleront sur les sources bibliques du Coran (Ancien et Nouveau Testament). En particulier, Manfred Kropp adjoint à son champ d'études l'épigraphie nabatéenne, araméenne, guèze et arabe ; ceci le conduit à évoquer la possibilité d'insertion dans le Coran de textes issus d'une Bible éthiopienne, l'existence d'un proto-Coran comme le suggère l'étude des inscriptions gravées à l'intérieur de la coupole de la mosquée d'Omar. Il comprend que ce texte, qui diverge d'avec la version de la vulgate uthmanienne sur des points sémantiques et grammaticaux, provient d'un texte suffisamment officiel pour avoir été gravé dans la coupole.
L'exégèse historico-critique du Coran est sortie dans le grand public avec deux évènements :
- L'affaire du Coran de Sana'a: le gouvernement yéménite retire au Dr Gerd Puin l'autorisation d'étudier un manuscrit trouvé dans les combles de la mosquée de Sana'a. Ce document en écriture hijazi présente la particularité de montrer un texte antérieur à la compilation de Uthman avec un ordre de versets différents et quelques modifications mineures dans le texte.
- La publication de l'ouvrage de Christoph Luxenberg[78] : Die Syro-Aramäische Lesart des Koran: Ein Beitrag zur Entschlüsselung der Koransprache (2004, Verlag Hans Schiler)[79]. Selon sa thèse, la question de l'« arabe inimitable » ou de l'« arabe clair » du Coran est un mythe. En effet, même des traditionnistes reconnus comme Tâbari reconnaissent les difficultés que présentent certains énoncés du Coran. Pour chaque énoncé qui n'aurait pas trouvé de clarification adéquate dans les recueils des traditionnistes de l'exégèse canonique, il tente de considérer ce texte non comme un énoncé en langue arabe, mais comme un énoncé en syro-araméen, une langue proche du syriaque ; toutes ses interventions clarifient le problème et donnent des solutions aux questions restées ouvertes chez les traditionnistes. Cet ouvrage redonne de l'actualité aux travaux d'Alphonse Mingana qui voyait les sources du Coran dans les écrits syriaques d'une secte antitrinitaire comme il en existait des quantités au temps et après la dogmatisation du christianisme mais il est fortement critiqué par François de Blois qui voit dans le livre de Luxenberg « non pas un ouvrage d'érudition mais de dilettantisme »[80].

L'école de la rhétorique sémitique, représentée par Michel Cuypers, de l'université de Louvain, travaille sur la comparaison entre la structure des récits de la Bible et celle du Coran. La seule réserve qu'on lui ait trouvée jusqu'ici porte sur la méthodologie, fortement appuyée sur la rétroversion [Quoi ?] (en ce qui concerne la Bible).

### Critiques autour de Mahomet
Pour les musulmans, Mahomet est le dernier des prophètes venus après Moïse et Jésus, pour transmettre la parole divine. D'après Maxime Rodinson, Mahomet est l'un des prophètes qui influença durablement la marche du monde, l'un de ceux dont l'histoire nous est la plus connue. Cependant, au vu de la connaissance scientifique accumulée depuis des siècles, il est raisonnable de douter de la véracité de certains de ses propos : Mahomet serait monté au ciel sur le Burâq guidé par l'archange Gabriel vers Dieu,,.
Les compagnons du prophète semblaient divisés quant à savoir de quelle manière celui-ci était monté au ciel ; par exemple selon Ibn Ishaq, Aïcha avait coutume de dire que « Le corps de l'envoyé de Dieu n'a pas quitté sa couche, c'est seulement son âme que Dieu avait transportée la nuit ».

## Critiques théologiques
Les critiques théologiques de l'islam se concentrent autant sur Mahomet que sur les croyances des musulmans à propos de Dieu. Ces critiques ne proviennent pas seulement des autres religions monothéistes. Au contraire, de nombreuses critiques visant plusieurs aspects ou pratiques considérés comme faisant partie de l'islam « traditionnel », s'il existe, sont le fait d'autres musulmans. Ainsi les différences de rites, d'interprétations entre sunnisme et chiisme sont une parfaite illustration des critiques théologiques de l'islam.

### Église catholique
À son apogée, la domination islamique est allée jusqu'au nord des péninsules ibérique et grecque, en Afrique noire, au Nord de l'Inde et aux portes de la Chine. L'Église commença à voir en l'Islam une religion et pas seulement une menace militaire. Les écrits religieux commencèrent alors à décrire l'islam et Mahomet comme étant inspirés par Satan, l'avant-garde, à savoir l'Antéchrist[réf. nécessaire] ou comme l'Antéchrist lui-même[réf. nécessaire]. D'autres religions, comme l'hindouisme développèrent des arguments semblables à la suite de la conquête arabe en Inde[réf. nécessaire]. De nos jours, les théologiens font un parallèle entre les attaques contemporaines à l'encontre de l'islam et celles de l'époque médiévale qui culminèrent dans la rhétorique de la Reconquista[réf. nécessaire].
Les chrétiens d'Europe sont devenus de plus en plus inquiets par l'expansion de l'empire islamique (voir Histoire de la conquête musulmane, Bataille de Yarmouk) et voyaient l'islam comme un fléau militaire [réf. nécessaire] et païen, châtiment divin pour les punir de leurs péchés. Des auteurs musulmans modernes ont avancé que cette idée, réactualisée au cours des siècles jusqu'à nos jours, a de fait positionné l'islam en tant qu'Autre par excellence dans la culture judéo-chrétienne, un Autre qui a permis et qui permet à la chrétienté de se définir contre le judaïsme et le paganisme[réf. nécessaire].
Pour l'Encyclopédie catholique de 1911, un ouvrage apologétique produit en pleine Crise moderniste, Mahomet a été inspiré par une compréhension incomplète du judaïsme, du christianisme et du zoroastrisme.
Ainsi, pour certaines personnes, Mahomet aurait été instruit par des textes apocryphes et non pas par les Évangiles canoniques, ne puisant donc « pas sa connaissance (du christianisme) à des sources purement chrétiennes », mais plutôt judéo-chrétiennes. De là, découleraient également les « incohérence[s] partielle[s] » auxquelles sont sujettes les données coraniques sur Jésus.

### Hadith
La majorité de la communauté musulmane considère le hadith comme une source d'inspiration complémentaire à celle du Coran.
Ignaz Goldziher est, au début du XXe, et avec d'autres auteurs comme Henri Lammens et Leone Caetani, le plus connu des critiques des textes des hadiths.

« … il n'est pas surprenant que, parmi les questions les plus débattues et controversées de l'islam, tant politique que doctrinaire, il n'y en a pas une seule qui n'ait un champion qui ne puisse citer de nombreuses traditions, toutes affublées de l'imposant isnad. »

Certains universitaires occidentaux qui suivirent ont été tout aussi sceptiques : dans Origins of Muhammadan Jurisprudence (1959), Joseph Schacht soutient que les isnads remontant à Mahomet sont « plus sûrement » des faux que de véritables isnads remontant à ses compagnons.
Dans les années 1970 John Wansbrough et ses étudiants Patricia Crone et Michael Cook ont été encore plus loin dans leur rejet de cette tradition en soutenant que le Coran même avait certainement été rassemblé plus tardivement que traditionnellement proclamé[réf. souhaitée].
Selon la thèse de doctorat de Mustafa Karataş, les techniques de communication des hadiths ont produit parallèlement à l'augmentation des chaines de transmissions une augmentation numéraire des hadiths, la décohérence sémantique inconsciente sur plusieurs générations ayant produit des variations multiples des témoignages que les experts du hadith trient donc pour le mieux, en sélectionnant les plus redondantes et rejetant les plus marginales.
Parmi les critiques occidentaux contemporains de l'Hadîth on trouve :
- Herbert Berg, The Development of Exegesis in Early Islam (2000) ;
- Fred M. Donner, Narratives of Islamic Origins (1998) ;
- Wilferd Madelung, Succession to Muhammad (1997).

### Parole de Dieu?
Des écrivains contemporains comme Karen Armstrong basent leur critique de Mahomet et de sa religion sur la contestation d'une des idées centrales de l'islam : le Coran représenterait la parole littérale de Dieu.
Armstrong et d'autres préfèrent parler en de vagues formules de la nature transcendantale des visions et perceptions de Mahomet dès qu'il est question de la nature divine ou non du texte du Coran. Ces formulations n'en restent pas moins considérées hérétiques par les musulmans pieux, comme le furent, en leur temps, les travaux des chercheurs universitaires sur le problème synoptique ou la quête du Jésus historique par diverses autorités religieuses du christianisme.

## Critiques éthiques
Certains (par exemple Geert Wilders, à la tête du Parti nationaliste néerlandais, assimilant l'islam a une idéologie fasciste) affirment qu'en tant que religion et système légal d'organisation de la société, l'islam ne parvient pas à fournir des valeurs morales acceptables selon les critères modernes. En réponse, les défenseurs de l'islam ont suggéré :
1. que les critiques morales de l'islam se concentrent sur des formes diverses de traditionalisme culturel, et non sur les principes réels de la foi et
2. que ces critiques, quand elles portent bien sur les principes légaux islamiques, se concentrent souvent sur les points les plus sensationnels, et ne prêtent pas attention au résultat social réel, généralement populaire, produit par la charia dans son ensemble, au sein d'une communauté musulmane donnée[89].

### Éthique générale

#### Éthique et Coran
Concernant l'éthique et le Coran, Toshihiko Izutsu, fait l'hypothèse que le vocabulaire d'une langue donnée reflète, avant tout, les conceptions sémantiques de ceux qui la pratiquent, et prend source dans leur milieu d'existence en fonction des conditions matérielles comme spirituelles qui les entourent. En partant de ces prémices, l'islamologue japonais fait une lecture sur la fonction éthique du Coran, en soutenant que le Coran qui est considéré par le biais de la foi comme un livre révélé à Mahomet, est d'abord une expression authentique de la façon de penser du Prophète. Il propose donc une dissection sémantique des mots clés dans le corpus coranique accompagné par la littérature arabe ancienne extra-coranique. Il étudie le vocabulaire du Coran lié aux comportements sociaux. Izutsu souligne le pessimisme Arabe sur la condition humaine et l'encouragement à la solidarité tribale du Coran. Et constate l'encouragement à des vertus comme la générosité, le courage, la loyauté, la véridicité ou la patience. L'auteur développe son approche en montrant le côté théologique du Coran qui encourage à ces vertus et interdit les comportements opposés en organisant l'humanité comme un groupe fidèle qui s'applique à ces sagesses et destinés au Paradis, et un autre groupe opposé et ingrat qui s'oppose au message et qui est décrit comme voué à l'enfer.

#### Éthique de réciprocité et altruisme
Elle est également présente dans le Coran : " 8. Dieu ne vous défend pas d'être bienfaisants et équitables envers ceux qui ne vous ont pas combattus pour la religion et ne vous ont pas chassés de vos demeures. Car Dieu aime les équitables. " Sourate 60 : L'éprouvée (Al-Mumtahanah)
D'après Kazimirski, il existe des versets encourageant à l'altruisme dans le Coran. Le mot altruisme apparait de même dans la version en arabe : إيثار au verset suivant que Kazimirski rend par « (oubliant leurs propres besoins), ils préfèrent (leurs hôtes) à eux-mêmes ».
Il y a également une matérialisation de cette règle dans le recueil des quarante hadith de al-Nawawi mais elle n'est déclarée valable qu'entre musulmans selon certains. La majorité des musulmans ont une compréhension plus large du mot Oumma qui met l'accent sur le lien avec l'ensemble des êtres humains en tant qu'enfants d'Adam, comme cela est formulé dans l'introduction de la convention des droits de l'homme en Islam de l'Association islamique des Droits de l'Homme.

#### Mariage de Mahomet avecAïcha
Une critique de Mahomet est le mariage de celui-ci avec une très jeune fille quand il était âgé d'une cinquantaine d'années.
Selon plusieurs hadiths, Mahomet aurait épousé Aïcha alors qu'elle avait six ans. Ces hadiths considérés authentiques par nombre d'oulémas et rapportés tant par Muslim que par Boukhari, rapportent qu'Aïcha se serait mariée à l'âge de 6 ans et que Mahomet aurait consommé le mariage avec Aïcha, quand elle eut atteint l'âge de 9 ans ; Aïcha aurait dit :« J'avais six ans lorsque le Prophète m'épousa et neuf ans lorsqu'il eut effectivement des relations conjugales avec moi ». »
Selon certains, un des rapporteurs (rawi) d'un de ces hadith, Hicham ibn Urwah souffrait de troubles de la mémoire lorsqu'il transmettait les hadiths en Irak. Il aurait transmis ce hadith étant âgé d'environ 70 ans et souffrant de troubles de mémoire sénile, via Ibrahim ibn Mûsâ (ibn Yazîd al Tamîmî abû Ishaq). Ce hadith aurait été enregistré par Bukhari à Rayy en Iran deux générations plus tard. Maxime Rodinson aussi émet un doute au sujet de ce hadith.
Certains historiens tendent à mettre en avant la coutume d'un mariage précoce. Maxime Rodinson, écrit que, dans le contexte de l'époque, « treize ans était (par exemple) un bel âge pour les femmes arabes, et le mariage était consommé depuis longtemps ». Selon lui, « Probablement par la suite de batailles et d'autres facteurs, la communauté médinoise comptait plus de femmes que d'hommes. Ceux et surtout celles qui avaient perdu leur père n'étaient pas toujours bien traités par leurs tuteurs qui abusaient de la situation pour les dépouiller. Il fallait marier au plus vite les veuves et les orphelines musulmanes. Encore une fois, pour bien comprendre une pratique, il faut la replacer dans sa situation historique avant de la condamner ou de l'exalter au nom de dogmes moraux, religieux ou politiques supposés éternellement valables ».
D'après l'historien Hassan Ibrahim Hassan, « Il devait être rare de trouver une jeune fille non mariée à cette époque, car les filles étaient mariées très jeunes à cette époque ». L'historien musulman médiéval Tabari témoigne qu'il s'agissait à l'époque en Arabie, d'une pratique coutumière, et précise que le père de Aïcha cherchait déjà un beau-fils et en avait un autre en vue, mais qu'il refusa de lui donner Aïcha comme celui-ci refusait de devenir musulman. C'est donc après que son père lui eut cherché un époux, que Mahomet épousa finalement Aïcha.
D'autres auteurs s’interrogent sur l'âge réel d'Aïcha et remettent en cause le hadith. En comparant les différentes sources médiévales, l'auteur musulmane Ruqayyah Waris Maqsood (en) soutient que, malgré une différence d'âge importante entre Aïcha et Mahomet et la jeunesse d'Aïcha lors de ce mariage, celle-ci ne pouvait chronologiquement pas avoir neuf ans. En l'absence de calendrier et registres confirmant les dates de naissances pour cette période en Arabie, les arabes faisaient alors des estimations à partir de dates clés et les uns par rapport aux autres. D'après ses recherches, consistant en des recoupements chronologiques indirects fondés sur les anciens écrits tels que ceux de Tabari, ibn Ishaq ou ibn Kathir, Aïcha aurait eu environ 19 ans (entre 14 ans et 24 ans) lorsqu'elle se maria à Mahomet. Ainsi d'après l'historien médiéval, Tabari, Aïcha serait née plusieurs années avant que Mahomet ne prétende à la prophétie (donc avant 610) et une dizaine d'années après Asmaa une sœur aînée, qui aurait été âgée d'une centaine d'années vers l'an 696 (Aïcha devrait être née une dizaine d'années après Asmaa, donc vers 606). Aïcha aurait déjà été fiancée (promise) à un certain Jobar Ibn Al-Moteam Ibn Oday avant que Mahomet prétendit à la prophétie, vers 610,. Elle s'est mariée finalement avec Mahomet vers 625. Ruqayyah Maqsood précise enfin qu'Aïcha serait décédée à l'âge de 67 ans vers 672 selon la plupart des historiens. Il faudrait donc qu'elle soit née vers 605, et ait eu une vingtaine d'années l'année de son mariage, vers 625. Selon Maqsood, Aïcha étant née avant 610 et mariée vers 625, elle ne pouvait donc pas avoir consommé le mariage à l'âge de neuf ans, mais plutôt vers dix-neuf ans. Mahomet devait à ce moment être âgé d'une cinquantaine d'années,.

#### Impérialisme islamique
Dans l'ouvrage de Vidiadhar Surajprasad Naipaul, Jusqu'au bout de la foi (excursions islamiques chez les peuples convertis), l'écrivain brosse un portrait de l'islam dans le contexte des pays non arabes convertis à l'islam, en prenant des exemples concrets, comme celui des musulmans pakistanais ou indonésiens :

« Il se pourrait que les grandes conversions, de nations et de cultures, comme en Indonésie, surviennent lorsque les gens n'ont aucune notion d'eux-mêmes, et nul moyen de comprendre ou de recouvrer leur passé. Ce que l'intégrisme islamique a de cruel, c'est qu'il n'accorde qu'à un seul peuple – les Arabes, le peuple originel de Mahomet – un passé, et des lieux sacrés, des pèlerinages et des cultes terrestres. Ces lieux sacrés arabes doivent être les lieux sacrés de tous les peuples convertis. A charge pour ces derniers de se dépouiller de leur propre histoire. Des peuples convertis n'est exigée que la foi la plus pure (si une telle chose est accessible) : l'islam, la soumission. De toutes les formes d'impérialisme, c'est la plus intransigeante. »

— V. S. Naipaul, Jusqu'au bout de la foi, éditions 10/18, page 98  (ISBN 2-264-02914-5).

### Problème des droits de l'homme
Dans sa biographie sur Mahomet, Maxime Rodinson fait une analyse contextuelle des réformes législatives et sociales de Mahomet, et souligne que celui-ci a fait des réformes concernant la condition féminine, l'esclavage, et la sécurité en général. Après une étude contextualisée de ces réformes pour cette époque-là, Rodinson conclut : « Ainsi se constituait une législation qui, malgré ses lacunes, ses obscurités, son caractère occasionnel, était à maints égards un progrès sur l'état antérieur. Elle répondait bien aux nécessités particulières de la petite communauté médinoise en voie d'extension. Elle sauvegardait la sécurité de l'individu et protégeait certaines catégories particulièrement exposées. En général, la tendance existante à l'individualisme était encouragée, sans que le système tribal soit abandonné. Surtout au milieu de l'océan des coutumes imposées par la tradition et l'opinion publique apparaissaient des éléments d'un véritable droit des prescriptions en principe nettement formulées et valables pour tous. »
La philosophie des droits de l'homme (de l'humain), telle qu'elle se manifeste au début du XIXe siècle dans la réflexion des Occidentaux et est reconnue par de nombreux pays dans le cadre de la Déclaration universelle des droits de l'homme, semble a priori difficilement compatible avec certaines règles édictées dans le Coran ou la charia des régimes politiques islamiques.
Le docteur en théologie Suliman ibn Abdal Rahman Al-Hukail soutient dans un de ses ouvrages que l'islam est compatible avec les droits de l'homme.
Selon Yadh ben Achour, la charia n'est pas inerte et immuable : elle évolue en fonction des changements de conjonctures diplomatiques et sociologiques, dans un autre ouvrage, il propose une interprétation de certains passages du Coran afin qu'il soit compatible avec la conception moderne des droits de l'homme.

#### Rapports entre hommes et femmes dans l'islam

##### Discrimination envers les femmes par la charia
Des recherches ont été conduites par le Réseau international de solidarité WMUML en 2011 sur les lois dites islamiques (fiqh ou dénommées à tort charia). Les variances d'un pays à l'autre sont considérables et même contradictoires et bien souvent ces lois sont basées sur la tradition et la coutume. Le terme charia est utilisé par les autorités religieuses ou gouvernementales dans les pays musulmans afin de leur donner une soi-disant légitimité religieuse mais avant tout pour établir, réétablir ou renforcer le patriarcat de la société,.

#### Guerre et violence dans l'islam au regard des droits de l'homme
Robert Spencer estime que ce ne sont pas uniquement les extrémistes islamistes qui prônent la violence mais bien l'islam en lui-même, celle-ci étant implicite dans le texte coranique. Selon lui et bien que l'islam ne prône pas explicitement le jihad militaire[réf. nécessaire], le déni que la violence des extrémistes puisse se trouver dans le Coran ne tient pas : le djihad n'est pas l'Ijtihad. D'après lui, l'acceptation des droits de l'homme et donc un rapprochement pacifique vers le monde occidental demandent un rejet des valeurs traditionnelles de l'islam (comme le jihad, la dhimmitude ou la charia) de la part des musulmans.
D'après Alfred-Louis de Prémare, « islam » fut dès le début un terme équivoque et, plutôt que le rapport de soumission personnelle à Dieu, il a pu signifier, à la lecture des biographies de Mahomet et de ses compagnons, le ralliement ou la soumission à un pouvoir nouveau politiquement défini sur une action militaire permanente, le prophète en établissant les lois au nom de Dieu. Les premiers écrits sur l'islam sont les « expéditions de l'envoyé de Dieu » (Maghâzî rasûl Allâh). Omar, le deuxième calife a retransmis les propos du prophète : « J'ai reçu l'ordre de combattre les hommes jusqu'à ce qu'ils disent : point de divinité excepté Allah. Celui qui dit cela préserve de mon atteinte ses biens et sa personne »
De nombreux colloques se sont tenus en Égypte, en Arabie saoudite et ailleurs, qui condamnent les attentats suicides, l'agression physique des personnes civiles et les attentats du 11 septembre, du 11 mars, de Riyad, du 7 juillet, etc., comme contraires à l'islam,,. La ligue arabe composée des intellectuels, hommes politiques et religieux du monde arabo-musulman lutte durement contre les déviants terroristes, comme en témoignent notamment la rédaction de la Convention arabe contre le terrorisme, et la mise en place et la ratification par 57 États de Déclaration du Caire sur les droits de l'homme en Islam.
Théoriquement, le suicide et a fortiori les attentats-suicides, sont interdits en islam. Plusieurs sourates du Coran condamnent explicitement le suicide. « Et ne vous tuez pas vous-même, Allah, en vérité, est Miséricordieux envers vous. Et quiconque commet cela, par excès et par iniquité, Nous le jetterons au feu, voilà qui est facile pour Allah » (in Coran 4 : 29). Les personnes qui se suicident sont clairement promises à l’enfer. Pour contrer l’idéologie meurtrière des salafistes-djihadistes, les docteurs de l'islam invoquent d'emblée l’interdiction du suicide. Pour nombre de musulmans, outre qu’ils condamnent le recours à la violence, les terroristes ne peuvent se réclamer de l’islam s’ils se comportent en kamikazes et tuent des victimes innocentes.

#### Islam et sexualité au regard des droits de l'homme

##### Mariage arrangé
- Mahomet dit à propos du mariage des filles célibataires et des veuves : « La veuve n’a pas besoin d’une autorisation parentale pour se marier, la célibataire doit être d’accord. Son silence est considéré comme une acceptation. »[127]. De même, Ibn Hajar al-Asqalani rapporte : « Une jeune fille est venue chez le Messager se plaignant de son père qui la mariait avec quelqu’un qui ne lui plaisait pas, le Messager lui a laissé le choix d’accepter ou non »[128]. La fille reçu ainsi le droit légal de choisir son mari[129], autrement le mariage est nul[130],[131]. Choisir son mari, ce qui se fait généralement dans la mentalité islamique, avec arrangement et acceptation des jeunes. Soulignons le mariage « arrangé » de Mahomet avec la toute jeune Aïcha, qui selon un certain hadith -voir critique de ce hadith supra-, aurait été âgée de 6 ans lors des fiançailles, et de 9 ans le jour de ses noces. Une pratique coutumière à l'époque dans la région. Selon l'historien Tabari, le père de Aicha cherchait déjà un beau-fils et en avait un autre en vue, mais refusa de la marier comme celui-ci refusait de devenir musulman. C'est finalement Mahomet qui épousa Aicha[132],[133],[134]. Soulignons que c'était une pratique anté-islamique que le prophète interdit par la suite. Cependant des mariages forcés de filles et de garçon existent encore de nos jours chez plusieurs peuples islamisés à travers le monde.
- Mahomet interdit le mariage shigar qui était l’échange d’une fille avec une autre fille de sorte que les époux ne donnent pas de dots[135].
- Maxime Rodinson, après avoir précisé que la théorie du passage du système matriarcal au système patriarcal à l'époque de Mahomet, et avoir précisé qu'il est plutôt de l'avis de J. Henniger selon lequel cette thèse est douteuse, écrit[136] : « W. M. Watt pense, après Robinson Smith, qu'il y a eu extension à la parenté paternelle de principes applicables à la parenté maternelle (matriarcat). Mais il existe aussi des stipulations qu'il interprète comme des concessions aux groupes matrilinéaires. En tout cas, il est sûr que la réglementation coranique vise à déraciner les coutumes qui ne traitaient pas les individus, les femmes en particulier, comme des sujets indépendants ».
- La femme musulmane ne peut épouser un non-musulman[137].

##### Âge du mariage
De nombreux hadiths authentiques imposent aux hommes et aux tuteurs que lorsqu'une jeune fille encore vierge est demandée en mariage, celle-ci doit être consentante, de même que pour toute femme demandée en mariage. Cependant, certains érudits musulmans (médiévaux ou plus contemporains) émettent des avis légitimant le mariage des jeunes filles plusieurs années avant la puberté[réf. nécessaire], voire, en contrevenant aux hadiths mentionnés plus haut, même si elles sont encore au berceau, en interdisant les rapports sexuels ou érotiques tant que celles-ci ne sont pas physiquement mûres. Certains autres savants, n'excluent pas non plus « de jouir avec celles-ci mais sans copulation jusqu'à l'apparition de leurs règles car ce serait leur faire du mal, en évitant (également) la sodomie, car cela est un acte abominable ». De même, plusieurs juristes anciens et modernes autorisent le fait de marier un garçon même s'il n'est pas en âge de raison. Selon les historiens, cette pratique est une trace des coutumes arabes d'avant Mahomet,. Cette pratique, autorisée par certains oulémas, est vivement condamnée par d'autres oulémas et intellectuels du reste du monde. Le mariage précoce est légalement interdit dans la plupart des états musulmans, et est en recul dans la plus grande partie du monde musulman.
Actuellement, dans plusieurs pays à majorité musulmane, des enfants sont mariés avec les bénédictions de certains oulémas, comme c'est le cas au Soudan, au Yémen, dans plusieurs pays du Proche-Orient ou encore en Mauritanie, malgré les protestations de nombreux intellectuels et savants dans ces régions-mêmes. Ce qui suscite beaucoup de réactions et d'émotions dans le monde extérieur,.

##### Excision-Circoncision
Actuellement[Quand ?], le nombre d’excisées à travers le monde s’élève à plus de 140 millions selon l’OMS. L'origine de cette coutume est très ancienne et attestée dès l’époque pharaonique. En Égypte, l’excision est pratiquée autant chez les Coptes, les chrétiennes d’Égypte, que chez les musulmanes. Elle est avérée dans les tribus arabes pré-islamiques à la suite d'influences égyptiennes ou éthiopiennes. Ensuite de la révélation coranique, elle perdure dans certains pays musulmans et chez de nombreuses communautés non musulmanes à travers le monde.
Outre le fait que la « circoncision féminine » n'est nulle part mentionnée dans le Coran, rien ne prouve que Mahomet ait encouragé cette pratique. Le recteur de l'Institut musulman de la Mosquée de Paris dit à ce propos : « Si pour l'homme la circoncision [masculine] (bien que non obligatoire mais sunna) a en plus un but esthétique et hygiénique, il n'y a aucun texte religieux islamique valable qui puisse être pris en considération pour l'excision de la femme, preuve en est que cette pratique est totalement absente dans la majorité des pays islamiques. Et, si certains peuples continuent malheureusement à pratiquer l'excision au point même de porter préjudice à la femme, cela provient sans doute de coutumes antérieures à l'avènement de ces peuples à l'Islam. ». Cependant, sur la même page, il est ajouté que le fiqh « malikite » conseillerait : « En réalité, ce qui est préférable (et honorable) pour la fille c’est une forme de circoncision féminine (dite Khifâd) qui est légère et qui a un effet non nocif qui ne gênera pas le plaisir sexuel conjugal de la femme ni de son mari ».[source insuffisante]
Quoi qu'il en soit, le grand imam de la Mosquée Al Azhar au Caire, l'une des plus grandes références du monde sunnite, a interdit l'excision pharaonique en 1997 au motif que les textes qui la recommandent sont totalement trafiqués par les salafistes pour habiller juridiquement ce qui s'avère n'être qu'un syncrétisme.

##### Le mariage de jouissance (chiisme)
- Le mariage de jouissance ou le mariage temporaire (zawâj al mut'a). Un homme pouvait contracter un mariage avec une femme pour 10 minutes, un jour, une semaine ou plus. C'est l'homme bien sûr qui propose la durée de la période lorsqu'il invite la femme au mariage mut'a, celle-ci doit accepter la dot. La justification juridique provient du Coran, selon l'exégèse chiite, quelques savants sunnites, et selon un groupe de disciples de Mahomet[149] Sourate 4 : Les femmes (An-Nisa') 24. et parmi les femmes (vous sont interdites), les dames (qui ont un mari), sauf si elles sont vos esclaves en toute propriété. Prescription de Dieu sur vous ! À part cela, il vous est permis de les rechercher, en vous servant de vos biens et en concluant mariage, non en débauchés. Puis, de même que vous jouissez d'elles, donnez-leur leur mahr, comme une chose due. Il n'y a aucun péché contre vous à ce que vous concluiez un accord quelconque entre vous après la fixation du mahr. Car Dieu est, certes, Omniscient et Sage[150],[151]. Avant Mahomet, les Arabes pratiquaient aussi le mariage temporaire[152]. Parmi les disciples de Mahomet : Abd Allah ibn Abbas, Ubay ibn Ka'b, al-Suddî et Sa'id bin Jubair ont interprété ce verset comme lié au mariage mut'a. Les autres disciples de Mahomet ont interprété ce verset comme lié au mariage normal, non au mut'a[153].
- Sunnites et chiites sont d'accords que le mariage mut'a a été interdit une seule et unique fois par Mahomet à Khaybar. Cependant il existe donc des controverses sur son abrogation ou pas, les chiites et quelques rares savants sunnites le reconnaissent comme toujours autorisé. Mais les quatre écoles sunnites interdisent le mariage mut'a[154]. Ahmad Ibn Hanbal autorise selon un courant de l'école hanbalite sunnite le mariage mut'a en cas de manque important[153]. Les oulémas chiites affirment que Mahomet, lui-même, n'a jamais interdit le mariage temporaire, et qu'aucun homme ne peut donc l’interdire. Ce à quoi des exégètes sunnites répondent en rapportant que Mahomet a interdit le mariage temporaire après la prise de Khaybar, se basant notamment sur le hadith d'al Bukhari, où Mahomet interdit le mariage temporaire[152].

##### La polygamie
La polygamie, illimitée chez les Arabes avant Mahomet,,, est conservée tout en étant limitée à quatre femmes libres au maximum. Le nombre de concubines (esclaves féminines avec lesquelles le maître peut, si elles n'ont pas épousé quelqu'un après sa captivité, entretenir des relations sexuelles) n'est lui pas limité, quoique presque terminé avec la disparition en cours de l'esclavagisme. Voir le paragraphe concernant l'esclavage. L'approche islamique va ainsi se différencier de l'approche chrétienne du mariage exclusivement monogame sachant que la polygamie a été interdite par l'Église et non par les textes religieux. Aussi, le Coran est le seul texte qui dit " Mariez vous à une seule " et ceci si le mari n'est pas juste avec ses 2, 3 ou 4 femmes, c'est-à-dire qu'il ne doit pas y avoir une quelconque inégalité dans ses agissements. Pour Habib Bourguiba, outre les facultés financières de l'homme, la condition de l’équité entre les épouses étant impossible à assurer (sauf à être un surhomme), l’interdiction de la polygamie devient dès lors légitime : « Nous nous sommes conformés à l’esprit du Livre saint […] qui s’oriente vers la monogamie. Notre décision en la matière ne contredit aucun texte religieux et se trouve en harmonie avec notre souci de justice et d’égalité entre les sexes ».

##### L'homophobie
Le Coran évoque à huit reprises la destruction par un cataclysme des peuples mythiques de Sodome et Gomorrhe dont il est dit qu'ils violent les visiteurs mâles, en les attaquant sur les grands chemins et commettent des iniquités dans leurs assemblées. Il critique Loth d'un excès de chasteté quand, pour épargner ses hôtes, il leur dit de plutôt abuser de ses propres filles disant « il serait moins impur d'abuser d'elles » : 7:78-81, 11:74-83, 15:67-77, 21:74, 26:160-174, 27:54-58, 29:27-35, 54:33-39. Comme pour « les courants religieux et spirituels majoritaires de l’Hindouisme, du Bouddhisme, du Judaïsme, du Christianisme », la sunna condamne également l'homosexualité, et prescrit la peine de mort comme sanction, le plus souvent par lapidation. Une peine qui continue d'être appliquée dans plusieurs pays musulmans dont l'Arabie saoudite. Les actes homosexuels sont encore passibles de peine de mort dans cinq pays de nos jours : outre l'Arabie saoudite, on compte également l'Iran, le Nigeria, la Mauritanie et le Yémen. L'Iran affirme avoir suspendu l'usage de la lapidation pour l'application de la condamnation à mort des adultérins depuis 2002, ce qui semble être démenti par les faits, et ne remet pas en cause la peine de mort concernant les homosexuels.
L'homosexualité masculine est un crime dans la plupart des pays à majorité musulmane et le lesbianisme l'est dans près de la moitié de ces pays ; les peines concernant le lesbianisme sont cependant en général moins sévères.
La transidentité est en revanche tolérée comme une « réparation clinique d'un déséquilibre entre l'âme et le corps de type hermaphrodite », et légalement autorisée en Iran, en Turquie, et dans plusieurs autres pays à majorité musulmane,,,.

#### Islam et esclavage au regard des droits de l'homme
Le Coran n'interdit pas l'esclavage, voire le tolère tout en lui imposant des limites. C'est une institution préislamique avec laquelle l'islam compose à ses débuts, mais le Coran comme la Sunna insistent fortement sur la bienveillance à accorder aux esclaves et sur le mérite qu'il y a à les émanciper. Un hadith proclame que tous les Hommes sont égaux, sans autre distinction que celle de leurs piétés. Un autre hadith proclame que tous les enfants sont nés « musulmans », l'islam étant pensé comme la religion naturelle de tout le genre humain. Après la mort de Mahomet (en 632), le deuxième calife Omar ibn al-Khattâb (mort en 644) a aboli l'esclavagisme pourtant traditionnellement ancré dans toute l'Arabie. En effet, la réalité de l'esclavagisme y a revêtu des réalités très diverses allant de l'esclave domestique, aux milices d'esclaves, en passant par les esclaves sexuelles. Disparu progressivement de la plupart des pays musulmans, l'esclavagisme perdure dans certains pays sahariens et, de fait, dans la péninsule Arabique.

#### Apostasie dans l'islam au regard des droits de l'homme
Un des points où la charia s'éloigne fort des conventions internationales modernes concernant les droits de l'homme, et qui est fortement critiqué tant par des intellectuels musulmans que par des intellectuels non-musulmans est la condamnation morale et juridique de l'apostasie dans beaucoup de pays à majorité musulmane.
La plupart des juristes des quatre écoles majeures de jurisprudence islamique (madhhab) considèrent, à la suite des fondateurs de ces écoles et à partir du IXe siècle, qu'un apostat doit être exécuté et ce en se basant sur un seul hadith d'Ibn `Abbâs (il n'avait que 13 ans à la mort du Prophète) dans lequel il rapporte que le prophète de l'islam, Mahomet, aurait dit : « Quiconque change sa religion, tuez-le ».Ce qui en fait un hadith "ahad" selon le théologien Mohamed Charfi qui le considère comme peu authentique. Ces propos sont rapportés par al-Boukhari mais ne sont pas repris par Muslim. Cela a conduit la majorité des érudits religieux musulmans modernes ou anciens à penser que l'apostasie d'un musulman est passible de la peine de mort. La peine n’étant appliquée que pour l'apostat qui expose publiquement son apostasie, invite et incite à le suivre.
La condamnation à mort des apostats ne fait cependant pas l'unanimité des juristes et savants musulmans principalement avant le IXe siècle, depuis l'époque des premiers califes déjà, à l'instar d'Umar ibn al-Khattab (?-644), Sufyan al-Thawri (716-778) ou Ibrahim an-Nakhai (? -714) comme souligné par le savant musulman hanafite Youssef al-Qaradâwî qui appuie la possibilité d'annuler ou reporter la condamnation en conformité avec la charia. Le docteur İsmail Hakkı Ünal, membre des hautes affaires religieuses de Turquie et savant hanafite, soutient également que la condamnation à mort des apostats n'est pas universellement défendu par les docteurs du droit islamique. Il fait remarquer que si nous suivions le hadith d'Ibn Abbas disant « Celui qui change de religion, exécutez-le » -un hadith que celui-ci n'a probablement pas entendu lui-même dans sa formulation initiale, étant âgé de 13 ans lors du décès de Mahomet-, il faudrait également exécuter les non-musulmans convertis à l'Islam. Le théologien et juriste apporte une série de hadiths pour appuyer que la condamnation à mort des apostats n'est pas clairement défendable comme une obligation religieuse.
En Arabie saoudite, l'apostasie est passible de la peine de mort par décapitation au sabre. L'Iran condamne également à mort les musulmans ayant apostasié.Parfois, quand la peine de mort n'est pas appliquée, l'annulation du mariage est opérée et les conjoints peuvent être forcés de se séparer l'un de l'autre.

### Violence du texte coranique
Dans son livre Violence et islam, le poète arabe Adonis considère que la violence est inhérente à l'islam et au Coran, la non-violence ne s'appliquant pas envers les kafirs et les apostats , ni envers les femmes, et constate que l'islam, historiquement et idéologiquement, encourage le saby (la prise de captives).

## Réflexions critiques dans le monde musulman contemporain
L'héritage réformiste (qui fut par la suite dénoncé par les opposants fondamentalistes) a été préparé par des penseurs tels Jamal al-Din al Afghani, Muhammad 'Abdul (m.1905) ou Sayyid Ahmad Khan (m.1898). La question - qui n’était pas nouvelle - était celle de la foi et de la raison mais qui se compliquait de la nouvelle vision scientifique mondiale. Le juriste et réformateur Sayyid Amir 'Ali (m.1928) affirmait que " l'islam se présente de façon inhérente comme une force de progrès et de civilisation ". Mohamad Iqbal (1876-1938) a encouragé le mouvement d'ouverture du monde musulman vers l'occident car les musulmans doivent retrouver " leur héritage perdu " pour le cultiver et le faire progresser.
De nombreux penseurs, historiens et sociologues arabo-musulmans développent de nos jours des analyses novatrices qui représentent une rupture avec l'orthodoxie traditionnelle qualifiée souvent d'obscurantiste de l'islam, tels Abdelmajid Charfi, Abdou Filali-Ansary, Rachid Benzine, Olfa Youssef...
L'islam, par " le Coran ou plutôt - le mushaf (en) uthmanien, corpus officiel - est présent dans tous les actes de la vie du musulman, des plus anodins et insignifiants aux plus importants ".
Le penseur indien Mohamed Iqbal en 1928 dans Six lectures of the reconstruction of religious thought in islam a exprimé une interprétation différente de la clôture de la prophétie, le " sceau des prophètes " (Coran 33, 40). Cette théorie est reprise par Abdelmajid Charfi. L'interprétation traditionnelle veut que le prophète étant le dernier d'une chaîne, il aurait apporté la parole divine définitive, donc immuable. Muhamad Iqbal, bien que très orthodoxe, pensait que Mahomet se trouvait à l'intersection d'une pensée ancienne (faisant un état, une compilation des mythes qui ont constitué les trois religions abrahamiques) et ayant atteint son apogée, face à un nouvel esprit moderne en devenir. Le message n'est pas un enfermement mais le commencement d'un autre cycle spirituel. (À cette époque, le penseur indien a pu être influencé par les philosophes occidentaux). Abdelmajid Charfi s'appuie aussi sur la personnalité du prophète dans le Coran : un homme et seulement cela, ordinaire, mortel. Son message répond aux exigences du monde moderne sur la liberté et les responsabilités individuelles. Si l'on en est arrivé à une sorte de schlérose (perversion du message prophétique) des idées par la suite, c'est dû à l'institutionnalisation, à la ritualisation (qui ont pu être utilisées comme discriminatoires au début des conquêtes) et à la confessionnalisation qui se sont peu à peu imposées à partir du deuxième califat. On retrouve cette « déviance » dans le judaïsme et le christianisme à travers leurs institutions cléricales.
Il faut proclamer la parole de dieu et non l'interpréter. Pour cela, il faut sortir de sa gangue cette parole pervertie par des générations de " clercs ". Il faut renouveler la pensée religieuse en islam et aller vers la cohérence et l'ouverture en supprimant les manipulations. " La véritable performance de la révélation réside dans son caractère subversif ". Ibrahim an-Nazzam de l'école de pensée théologique musulmane le mutazilisme soutenait au début du IXe siècle que l'homme n'avait pas besoin de la Loi divine (shar' devenue charia) pour organiser la société : un droit positif et séculier n'est pas en contradiction avec l'islam. Cependant, tout le domaine de la loi et de la jurisprudence est devenu sacré et donc intouchable, mais inadapté à l'organisation des États modernes.
Une autre direction dans les études des chercheurs concerne " l'islam pluriel " historiquement, géographiquement et régionalement. Un exemple est donné par Abdelmajid Charfi : les conditions d'exercice de la pensée religieuse ont radicalement changé par rapport au passé : Ce sont les États-nations d'après les indépendances au Maghreb qui font la loi qui sera légitimée et justifiée par un discours islamique dans un cadre national et concernant tous les domaines de la société.
Une des clefs est clairement l'ajustement des systèmes modernes et traditionnels d’éducation laissant toute la place nécessaire aux intellectuels pour relever le défi de la renaissance authentique de l'islam.
Des personnalités intellectuelles arabes dénoncent de plus en plus ouvertement les dérives de l'islam fondamentaliste. Ainsi l'écrivain égyptien Alaa al-Aswany estime que le véritable islam prône d'abord la justice et la liberté, il émet des critiques envers le wahhabisme saoudien qu'il considère comme un islam de façade. Selon lui « Ce n’est pas seulement une question d’hypocrisie ou d’ignorance. Le fond du problème est que bien des gens se font une conception erronée de la religion, qui valorise les aspects visibles de la religiosité. Cette prétendue religion est confortable parce qu’elle ne demande pas d’effort, ne coûte pas cher, se limite à des slogans et à des apparences, et donne un sentiment de paix intérieure et de satisfaction de soi. Les vrais principes de l’islam en revanche – justice, liberté et égalité – vous font courir le risque de perdre votre salaire, votre situation sociale et votre liberté. »
Il estime que la question du voile est secondaire vis-à-vis de la lutte pour la justice, la liberté et l'égalité. Il prend une position ferme envers le régime saoudien qui selon lui cultive un décalage entre d'un côté le discours religieux et le mode de vie saoudien, de l'autre les valeurs islamiques. « Sur les chaînes satellitaires saoudiennes, des dizaines d’hommes de religion parlent vingt-quatre heures sur vingt-quatre de questions religieuses, mais jamais du droit des citoyens à élire leurs gouvernants, ni des lois d’exception, ni de la torture et des arrestations arbitraires. Leur pensée ne s’attarde jamais aux questions de justice et de liberté. » Il estime que les valeurs islamiques sont faussées par l'hypocrisie : « L’islam dans toute sa grandeur avait poussé les musulmans à faire connaître au monde l’humanité, la civilisation, l’art et la science. Mais la tartuferie nous a menés à toute cette ignominie et à cette misère dans laquelle nous vivons ».
Waleek al-Husseini, Yasmine Mohammed et d'autres penseurs d'origine musulmane critiquent les positions ambiguës de certains partis politiques occidentaux de gauche vis-à-vis de l'islam,. Selon ces auteurs, des partis politiques traditionnellement critiquent envers les religions refusent de reconnaitre les dérives de l'islam ou s'autocensurent au nom de l'islamophobie.

## La voix des femmes
De nombreuses voix féminines s'expriment dans le monde musulman contemporain pour dénoncer l'islam, par exemple  Wafa Sultan, Taslima Nasreen, Ayaan Hirsi Ali ou Yasmine Mohammed. Certaines femmes payent de leur vie la revendication de leur liberté, voir mort de Mahsa Amini.